# Lauri Ikonen
Lauri Ikonen (Mikkeli, 10 de agosto de 1888 - Helsinki, 21 de marzo de 1966) fue un crítico musical y compositor finlandés.
Después de realizar los primeros estudios musicales en el Conservatorio de Helsinki, se trasladó a Berlín, donde estudió con Paul Juon (1910-1913). Fue profesor en el Conservatorio de Wilpuri (1914-1918), director de 1923 a 1929 de la revista Suomen Musikkilehti. De 1924 a 1931 ocupó el cargo de secretario de la Sociedad de compositores finlandeses y más tarde fundó Teosto, oficina para los derechos de autor de los músicos finlandeses, de la que fue el primer director de 1928 a 1930.
Ganador de la bolsa de estudios Sibelius (1946), entre sus composiciones merecen recordarse 5 sinfonías, la primera titulada Sinfonía innombrada; un concierto para violín (1941), otra para violonchelo; Concierto meditativo (1942); dos para piano (1943-1956), música para teatro y de cámara, piezas para coro y varias canciones.